# Trisol Music Group
Trisol Music Group (также известен как Trisol Records, Trisol) — немецкий лейбл звукозаписи, штаб-квартира которого находится в Дибурге. Имеет несколько относительно самостоятельных подразделений.
Лейбл специализируется на издании музыки, так или иначе относящейся к готической субкультуре, преимущественно готик-рока, готик-метала, дарквейва и т. п., однако выпускает также отдельные релизы в других жанрах, от дарк-эмбиента до блэк-метала.
На сегодняшний день Trisol Music Group считается одним из наиболее крупных и успешных окологотических лейблов в мире, имеющих при этом мейнстримовый статус.

## Подразделения
- Apocalyptic Vision
- Armageddon Shadow
- Electric Starfish
- Iceflower
- Liberation & Ecstacy
- Matrix Cube
- Richter Skala
- Sad Eyes
- Weisser Herbst

## Наиболее известные исполнители
- ASP
- Attrition
- Black Tape for a Blue Girl
- Chamber
- Christian Death
- Cinema Strange
- Clan of Xymox
- Die Form
- Dope Stars Inc.
- Garden of Delight / Lutherion
- Janus
- Kirlian Camera
- L'Âme Immortelle
- London After Midnight
- Malice Mizer
- Mantus
- Moi dix Mois
- Project Pitchfork
- Samsas Traum
- Sopor Aeternus
- Spiritual Front
- Staub
- The Candy Spooky Theater
- Zeromancer